# Cráneo
Sergio Jiménez (Madrid, 1991), més conegut amb els noms artístics de Cráneo i Sloth Brite, és un cantant de rap i lo-fi, productor de videoclips madrileny i membre del col·lectiu musical Fanso amb el cantant Lasser. Amb la seva productora, CraneoMedia, ha treballat amb artistes com Ana Torroja i Alaska, Nathy Peluso, Rels B o Manuel Carrasco.

## Discografia
- Handmade (2014)[6]
- Acid house (2015)
- Dalsy (2016)
- La isla (2017)
- Música para lagartos (2018)
- Glow trip (EP, 2019)
- Chanchullo (2020)
- Picnic (2020)
- Hockey (2021)
- To K.O. (2022)[7]
- El tobogán (2023)
- Diablos y Bermudas (2024)